# Ronald Munro-Ferguson, 1:e viscount Novar
Ronald Craufurd Munro-Ferguson, från 1920 1:e viscount Novar of Raith, född 6 mars 1860, död 30 mars 1934, var en brittisk politiker.
Monro-Ferguson var ursprungligen kavalleriofficer, var ledamot av underhuset 1884–1914 och generalguvernör i Australiska statsförbundet 1914–20 samt statssekreterare för Skottland 1922–24. Monro-Ferguson var en av Englands största jordägare under sin samtid.